# Комбинированная малоновая и метилмалоновая ацидурия
Комбинированная малоновая и метилмалоновая ацидурия (англ.: combined malonic and methylmalonic aciduria, CMAMMA), также называемая комбинированной малоновой и метилмалоновой ацидемией — это наследственное метаболическое заболевание, характеризующееся повышенным уровнем малоновой кислот и метилмалоновой кислот. Однако уровень метилмалоновой кислоты превышает уровень малоновой кислоты. CMAMMA — это не только органическая ацидурия, но и дефект митохондриального синтеза жирных кислот (mtFASII). Некоторые исследователи предположили, что CMAMMA может быть одной из самых распространённых форм метилмалоновой ацидемии и, возможно, одной из часто встречаемых врождённых ошибок метаболизма. Из-за того, что диагноз ставится нечасто, чаще всего он остается невыявленным.

## Симптомы и признаки
Клинические фенотипы CMAMMA весьма неоднородны и варьируются от бессимптомных, лёгких до тяжёлых симптомов. Основополагающая патофизиология пока не изучена. В литературе описаны следующие симптомы:
- метаболический ацидоз[2][7][8]
- кома[4][3]
- гипогликемия[4][2][3]
- приступы[4][2][7][8]
- желудочно-кишечные заболевания[7][8]
- задержка развития[4][7][8]
- задержка речи[1][4][6]
- неспособность развиваться[4]
- психическое заболевание[4]
- проблемы с памятью[4]
- снижение когнитивных функций[4]
- энцефалопатия[6]
- кардиомиопатия[2][7][8]
- дисморфические черты[7][8].

Когда первые симптомы появляются в детстве, они чаще всего являются промежуточными метаболическими нарушениями, тогда как у взрослых это обычно неврологические симптомы.

## Причины
СМАММА — врождённое, аутосомно-рецессивное нарушение обмена веществ, приводящее к дефициту митохондриального фермента ацил-КоА-синтетазы семейным членом 3 (англ.: acyl-CoA synthetase family member 3, ACSF3). Ген ACSF3 расположен в локусе q24.3 хромосомы 16, состоит из 11 экзонов и кодирует белок, состоящий из 576 аминокислотных остатков. Причиной СМАММА могут быть гомозиготные или сложные гетерозиготные варианты мутации в гене ACSF3. Исходя из частоты минорных аллелей, можно прогнозировать распространенность СМАММА ~ 1: 30 000.

## Патофизиология
ACSF3 кодирует ацил-КоА синтетазу, которая локализована в митохондриях и обладает высокой специфичностью для малоновой и метилмалоновой кислот. Она отвечает как малонил-КоА синтетаза за превращение малоновой кислоты в малонил-КоА и как метилмалонил-КоА синтетаза за превращение метилмалоновой кислоты в метилмалонил-КоА.

Схематический обзор патофизиологии СМАММА.

.

### Дефект митохондриального синтеза жирных кислот (mtFASII)
ACSF3, выполняя функцию малонил-КоА-синтетазы, катализирует превращение малоновой кислоты в малонил-КоА, что является первым шагом митохондриального пути синтеза жирных кислот (mtFASII). MtFASII — не следует путать с более известным синтезом жирных кислот (FASI) в цитоплазме, который играет важную роль в регуляции энергетического обмена и липид-опосредованных сигнальных процессов.
Дефицит ACSF3 в CMAMMA приводит к накоплению малоновой кислоты и митохондриальному дефициту малонил-КоА. В то время как малоновая кислота конкурентно ингибирует комплекс II и оказывает цитотоксическое действие, дефицит субстрата малонил-КоА в свою очередь приводит к снижению малонилирования митохондриальных белков, что влияет на активность метаболических ферментов и изменяет клеточный метаболизм. Однако потребность в малонил-КоА может частично удовлетворяться с помощью фермента mtACC1, митохондриальной изоформы ацетил-КоА карбоксилазы 1 (АСС1), что объясняет широкий клинический фенотип СМАММА. Дефицит промежуточных продуктов может быть продолжен до основного продукта mtFASII, октаноил-ACP, который необходим в качестве исходного субстрата для биосинтеза липоевой кислоты, для сборки комплексов окислительного фосфорилирования и в качестве эндогенного субстрата для β-окисления. Важные митохондриальные мультиферментные комплексы энергетического метаболизма, такие как пируватдегидрогеназный комплекс (PDHC), α-кетоглутаратдегидрогеназный комплекс (α-KGDHC), и метаболизма аминокислот, такие как альфа-кетокислотный дегидрогеназный комплекс с разветвлённой цепью (BCKDHC), оксоадипатдегидрогеназный комплекс (OADHC) и система расщепления глицина (GCS), зависят от липоевой кислоты как ковалентного кофактора (простетической группы) для обеспечения их функциональности. Как следствие, снижение липоилирования пируватдегидрогеназного комплекса и α-кетоглутаратдегидрогеназного комплекса приводит к снижению гликолитического потока, измеряемого в гликолизе и гликолитической ёмкости. Чтобы, вероятно, компенсировать потребность клетки в энергии, можно обнаружить усиление β-окисления жирных кислот и снижение концентрации аминокислот, которые анаплеротически поступают в цикл трикарбоновых кислот, таких как аспартат, глутамин, изолейцин, треонин и лейцин. В итоге, снижение митохондриального дыхания и гликолитического потока приводит к нарушению гибкости митохондрий с большой зависимостью от β-окисления жирных кислот и повышенным потреблением анаплеротических аминокислот.
Однако, несмотря на высокую потребность в энергии, нервные клетки не способны эффективно использовать жирные кислоты для производства энергии, за исключением глиальных клеток и специализированных нейронов в гипоталамусе. Тем не менее, существует тесное метаболическое взаимодействие между глиальными клетками в виде астроцитов и нейронами для поддержания клеточной функциональности. Поэтому предполагается, что СМАММА также приводит к повышению уровня β-окисления в клетках мозга, в результате чего повышается риск гипоксии и окислительного стресса, что может способствовать развитию неврологических симптомов в долгосрочной перспективе.
Кроме того, происходят значительные изменения в клеточном комплексе липидов, такие как повышение уровня биологически активных липидов, таких как сфингомиелины и кардиолипины, а также триацилглицеридов, что дополнительно сопровождается изменением длины цепи жирных кислот и присутствием нечетных цепей. Напротив, фосфатидилхолины, фосфатидилглицерины и церамиды снижены, причем последние пропорционально увеличению сфингомиелинов. Кроме того, значительно снижено включение малоната в липиды, что указывает на необходимость ACSF3 для метаболизма малоната.

### Дефект деградации метилмалоновой кислоты (метилмалоновая ацидурия)

Роль ACSF3 в метаболизме метилмалоновой кислоты.

ACSF3, выполняя функцию метилмалонил-КоА-синтетазы, катализирует превращение метилмалоновой кислоты в метилмалонил-КоА, чтобы она могла быть деградирована через цикл трикарбоновых кислот.
Дефицит ACSF3 в CMAMMA приводит к снижению деградации и, как следствие, к повышенному накоплению метилмалоновой кислоты в жидкостях и тканях организма, что также известно как метилмалоновая ацидурия. Метилмалонил-КоА образуется из незаменимых аминокислот валина, треонина, метионина и изолейцина, из нечетных жирных кислот, из пропионовой кислоты и из боковой цепи холестерина и может быть преобразован в метилмалоновую кислоту гидролазой D-метилмалонил-КоА ещё до того, как попадет в цикл трикарбоновых кислот через сторону сукцинил-КоА.
Бактериальная ферментация в кишечнике является количественно значимым источником пропионовой кислоты, которая является предшественником метилмалоновой кислоты. Наряду с этим, пропионовая кислота также поступает в организм через диету, поскольку она естественным образом присутствует в некоторых продуктах питания или добавляется в качестве консерванта пищевой промышленностью, особенно в выпечку и молочные продукты. Кроме того, метилмалоновая кислота образуется в процессе катаболизма тимина.
Однако внутриклеточные эстеразы также способны расщеплять метильную группу (-CH3) метилмалоновой кислоты и образовывать материнскую молекулу — малоновую кислоту.
In vitro была установлена связь между свободной метилмалоновой и малоновой кислотой и нейротоксичностью.

## Диагностика
В связи с широким спектром клинических симптомов и значительным пропуском через программы скрининга новорождённых, считается, что CMAMMA является недостаточно распознаваемым заболеванием.

### Программы скрининга новорожденных
Поскольку CMAMMA, обусловленная ACSF3, не приводит к накоплению метилмалонил-КоА, малонил-КоА или пропионил-КоА, а также не наблюдается отклонений в профиле ацилкарнитина, заболевание не выявляется стандартными программами скрининга новорождённых по крови.
Особым случаем является провинция Квебек, где, помимо анализа крови, также проводится скрининг мочи на 21-й день после рождения в рамках Quebec Neonatal Blood and Urine Screening Program, хотя, скорее всего, не все больные CMAMMA будут выявлены.

### Обычные и биохимические анализы
Рассчитывая соотношение малоновой кислоты и метилмалоновой кислоты в плазме крови, можно четко отличить CMAMMA от классической метилмалоновой ацидемии. Это справедливо как для тех, кто отвечает на витамин В12, так и для тех, кто не отвечает на метилмалоновую ацидемию. Использование значение концентраций малоновой кислоты и метилмалоновой кислоты из мочи не подходит для расчёта этого соотношения.
При CMAMMA, вызванной ACSF3, уровень метилмалоновой кислоты превышает уровень малоновой кислоты. В отличие от этого, при CMAMMA, вызванной дефицитом малонил-КоА декарбоксилазы, наблюдается обратная картина.

### Молекулярно-генетическое тестирование
Окончательный диагноз подтверждается молекулярно-генетическим исследованием, если в гене ACSF3 обнаружены биаллельные патогенные варианты. Существуют специальные мультигенные панели для метилмалоновых ацидемий, но конкретные тестируемые гены могут варьироваться в разных лабораториях и подбираться врачом в соответствии с индивидуальным фенотипом.
Расширенный скрининг носительства (ECS) в ходе лечения бесплодия также может выявить носителей мутаций в гене ACSF3.

## Исследования
В 1984 году впервые в научном исследовании была описана СМАММА, обусловленная дефицитом малонил-КоА декарбоксилазы. Дальнейшие исследования этой формы СМАММА продолжались до 1994 года, когда была открыта другая форма СМАММА с нормальной активностью малонил-КоА декарбоксилазы. В 2011 году генетические исследования с помощью секвенирования экзома выявили ген ACSF3 в качестве причины СМАММА с нормальной малонил-КоА декарбоксилазой. В исследовании, опубликованном в 2016 году, расчет соотношения малоновой кислоты и метилмалоновой кислоты в плазме крови представил новую возможность для быстрой метаболической диагностики СМАММА.
Квебекская программа неонатального скрининга крови и мочи делает провинцию Квебек интересной для исследования СМАММА, поскольку она представляет собой единственную в мире когорту пациентов без предвзятости отбора. В период с 1975 по 2010 год, по оценкам, было обследовано 2 695 000 новорожденных, у которых было выявлено 3 случая СМАММА. Однако, исходя из того, что этот показатель выявления ниже прогнозируемого по частоте гетерозигот, вероятно, что не все новорожденные с этим биохимическим фенотипом были выявлены в ходе программы скрининга. Исследование 2019 года выявило 25 пациентов с CMAMMA в провинции Квебек. Все, кроме одного, попали в поле зрения врачей благодаря провинциальной программе неонатального скрининга мочи, 20 из них непосредственно и 4 после диагностики у старшего брата или сестры.

## Фенотипический ряд
Следующие заболевания также характеризуются биохимически повышенным уровнем малоновой и метилмалоновой кислот:
- малоновая ацидурия[23]
- аутосомно-рецессивное интеллектуальное расстройство развития 69[23].

## Комментарии
В научной литературе закрепился термин «комбинированная малоновая и метилмалоновая ацидурия» с суффиксом -урия (от др.-греч. οὖρον  — «моча») в отличие от другого термина «комбинированная малоновая и метилмалоновая ацидемия» с суффиксом -емия (от др.-греч. αἷμα — «кровь»). Однако в контексте CMAMMA чёткого разграничения не проводится, поскольку уровень малоновой и метилмалоновой кислот повышен как в крови, так и в моче.
При малоновой ацидурии также повышены уровни малоновой и метилмалоновой кислот, поэтому раньше это заболевание называли комбинированной малоновой и метилмалоновой ацидурией. Хотя дефицит ACSF3 был обнаружен лишь позднее, термин «комбинированная малоновая и метилмалоновая ацидурия» уже закрепился в медицинских базах данных за дефицитом ACSF3.